# GP2X Caanoo
CAANOO es una videoconsola portátil basada en un sistema operativo open-source (Linux). Capaz de reproducir archivos multimedia.
Creada por GamePark Holdings en Corea del Sur. Es la sucesora de GP2X Wiz, y fue presentada en la Electronic Entertainment Expo 2010. Compite con consolas portátiles como Nintendo DS o PSP, aunque se presenta como un dispositivo alternativo de código abierto. Salió a la venta el 16 de agosto de 2010.
La palabra CAANOO viene de la frase "CAtch All with the New wOnderful wOrld" y se pronuncia Canú.
Es la evolución de la videoconsola portátil GP2X Wiz, pero con algunos cambios como stick analógico, control de volumen deslizable, pantalla de 3,5", 128MB de RAM (con 16 MB reservados para texturas y video), 128MB de NAND (no accesibles para el usuario), acelerómetros y vibración.

## Descripción General
En mayo del 2010 se filtraron imágenes de la nueva consola en la que GPH estaba trabajando, ya se tenía conocimiento del nombre (se pensaba que iba a llamarse GP2X CAANOO) y de algunas características de la misma (contaría con SoC y microprocesador similar al de GP2X Wiz, se creía que la consola contaría con Wifi integrado), además de que GPH planeaba presentarse en la E3.
En el evento celebrado el día 5 de junio del 2010 se presentó públicamente la consola al igual que las características de la misma: se dio a conocer que el wifi no será interno sino externo. y que se podrían conectar otras cosas más con los drivers adecuados, El agujero de sujeción de la correa estaría en la esquina inferior izquierda, y el stylus está en la esquina puesta. Todos los conectores y ranuras estarían cubiertos excepto el conector de audio de 3.5". El botón de volumen es ahora un botón deslizante, de manera similar a la Nintendo DS. Debajo del stick analógico habría dos botones etiquetados 'I' y 'II'. El botón I era nuevo, y el botón II funcionaria como el antiguo Select de la GP2X Wiz. Los altavoces estarían situados en la parte posterior de la consola y que no habría tapa para la batería.
La consola salió a la venta el 16 de agosto de 2010 a nivel mundial, la consola se podía conseguir a través de algunas tiendas virtuales. Y el 17 de agosto a las 06:00 (tiempo de Corea) fue abierta la tienda virtual FunGP, donde se pueden adquirir juegos para la consola Caanoo y GP2X Wiz.
GPH lanzó a lo largo del 2010 y 2011 4 actualizaciones del Firmware (versiones 1.6.1, 1.6.0, 1.5.0 y 1.0.6).
La consola no logró grandes ventas por lo que en el año 2011 GamePark Holding decidió que no desarrollarían ningún tipo de hardware nuevo (por ahora), sino que se dedicarían al desarrollo de software y al mantenimiento de la FunGP.
La CAANOO viene acompañada con un manual de usuario en varios idiomas, un CD con una guía de usuario (en Inglés y Coreano), un Stylus de repuesto, Cable USB para recargar la batería y para transferencia de datos, y una correa para muñeca. Existen Accesorios oficiales que se venden por separado como: Adaptador WIFI USB, Funda de silicona, Protector para pantalla, cable TV-OUT, correa de muñeca. Incluso es posible comprar G points (en tarjetas de 10,000 y 20,000) que se canjean por juegos en la FunGP
Caanoo fue la primera consola portátil del mercado en integrar un sensor de movimiento (acelerómetro de 3 ejes), hoy en día se siguen desarrollando aplicaciones / juegos para Caanoo y el servicio de asistencia técnica continua dando servicio a los usuarios.

## Características
- Chipset: SoC MagicEyes Pollux VR3520F
- Procesador principal (CPU): ARM926EJ 533MHz incrustado en el SoC(acepta overclocking hasta 750 MHz sin problemas)
- Memoria primaria (RAM): 128 MB DDR SDRAM (ancho de banda de memoria máximo: 533 Mbytes/s).
- Memoria de video (VRAM): 16 MB de RAM reservados de la RAM para GPU (Texturas y video)
- Procesador Gráfico (GPU): Hardware del motor 3D incrustado en el SoC, aceleración gráfica 3D (Con Soporte OpenGL ES 1.1). que puede mostrar hasta 1,33M Texeles y 1,33M Polígonos por segundo
- Tamaño : Aproximadamente 14.6 centímetros de ancho, 7.0 centímetros de largo, 1.85 centímetros de grosor
- Peso: 136gr.
- Diseño: La consola salió al mercado en 2 colores: Blanco, y Azul con negro
- Pantalla: 3.5" TFT-LCD con resolución QVGA (320x240 píxeles), táctil resistiva (one touch)
- Luz led: Se sitúa en el lateral izquierdo de la consola y según su color, nos podrá indicar varias cosas:
  - Azul: Indica que la consola esta encendida (El parpadeo de esta luz indica batería baja)
  - Rojo: Indica que la batería esta en proceso de carga (Al apagarse indica que el proceso de carga ha finalizado)
  - Violeta: Indica que la consola esta encendida y conectada a la alimentación (en esta caso la consola no usara la energía de la batería)
- Comunicación inalámbrica: Adaptador Wi-Fi USB (se vende por separado), permite conectarse a un AP o establecerse en modo Ad hoc. Con el adaptador es posible jugar con otra Caanoo, conectarse a internet, usar SSH o Telnet, y transferir archivos.
- Comunicación alámbrica: La consola por default cuenta con la opción de transferencia de archivos por USB desde su puerto EXT (en este modo no es posible realizar otras operaciones), pero usando el módulo USBNet es posible conectar la consola en red, y de esta manera tener acceso a internet, usar SSH o Telnet, y transferir archivos (con USBNet es posible realizar otras operaciones a la vez con la consola conectada).
- Controles de juego: Pantalla táctil (one touch), micrófono integrado, botones frontales A/B/X/Y + Joystick Analógico (con botón central), botones L/R, botones Help I y II, y sensor de movimiento (acelerómetro de 3 ejes).
- Otros controles:Botón Home, Botón deslizante Hold , botón deslizante de encendido, stylus de aproximadamente 6.35 centímetros, y la posibilidad de conectar varios Gamepads por medio del USB como mandos para más jugadores.
- Entradas/salidas: Una ranura que acepta tanto Tarjetas SD como Tarjetas SDHC (de hasta 32 GB), un terminal EXT de 24 pines (para Conexión al PC para transferencia de archivos, Carga, función TV-out, DaVinci Game Engine, etc), un Host estándar USB (soporta almacenamiento sobre dispositivos con particiones tipo FAT y EXT), y salida para auriculares estéreo.
- Sonido: Chip DAC Wolfson Microelectronics WM1800. Altavoces estéreo ubicados en la parte posterior de la consola con un Rango de Frecuencia de 20Hz - 20kHz, Impedancia de 8 ohm y una Potencia de salida de 1 W.
- Batería: Batería de polímero de litio de 1850 mAH, con duración aproximada de 5h a 8 h (dependiendo del uso de procesador)
- Cargador: En la caja vendrá 1 cable USB (se conecta al puerto EXT de la consola, también sirve para transferencia de datos) que se podrá usar también en GP2X Wiz.

Nota: El CPU integrado en Pollux tiene una buena tolerancia al overclocking: (Hasta 750 MHz el sistema no debería tener problemas, solo una autonomía de la batería más corta). No todos los CPU / SoC son iguales, y estos resultados son teóricos. Algunas consolas pueden no ser capaces de trabajar a una frecuencia mayor. La capacidad de Overclocking puede variar entre cada Caanoo.
Certificados: CE, FCC, KCC

## Soporte Multimedia

### Vídeo
- Formatos de Video: AVI, DivX, XviD, (MPEG4), se pueden reproducir más formatos a través de software adicional
- Formatos de Audio: MP3, WAV
- Máxima Resolución: 640*480
- Imágenes por segundo: 30 frame/s
- Máximo Vídeo Bitrate: 2500kbit/s
- Subtítulos: SMI

### Audio
- Formato de Audio: MP3, Ogg Vorbis, WAV, se pueden Reproducir más formatos a través de software adicional
- Resolución / Velocidad de muestreo: 16bit/8–48 kHz, en 8bit/22kHz
- Máximo Audio Bitrate: 384kbit/s
- Letra: LRC

### Imagen
- Soporta los formatos JPG, PNG, GIF(sin animación), BMP

### E-Books
- Soporta archivos txt , se pueden visualizar más formatos a través de software adicional.

Nota: Se recomienda que el formato de codificación de caracteres sea UTF-8 para la correcta visualización de acentos y caracteres especiales

## Juegos / Aplicaciones
La Caanoo puede ejecutar muchos emuladores (por ejemplo, GnGEO "SNK Neo Geo AES / MVS", Hu-Go "NEC PC-Engine", MAME4ALL "Arcade Coin-ops", PicoDrive "SEGA Master System / Megadrive / Mega CD / 32X" y PCSX ReARMed "PlayStation 1") , juegos / aplicaciones freeware homebrew , juegos / aplicaciones en flash (a través de un software adicional), juegos / aplicaciones java (a través de un software adicional), juegos / aplicaciones Qt (a través de un software adicional), juegos / aplicaciones de Python, Pygame, Numpy y Albow (a través de un software adicional), juegos / aplicaciones Lua (a través de un software adicional) y juegos / aplicaciones comerciales.
Para el software, consulte el sitio web oficial FunGP y la comunidad OpenHandhelds.
Tenga en cuenta que Caanoo no es compatible de forma nativa con el software para dispositivos anteriores de GPH (como la GP2X Wiz ), pero gracias a la capa de compatibilidad Ginge esta "falta" se ha resuelto en parte. Muchos juegos / aplicaciones ya se han portado o están en proceso de ser portados.
- Las aplicaciones GP2X Wiz necesitan de algunos cambios en el código para operar en Caanoo de forma nativa.

## Salida de TV NTSC/PAL
El SoC Pollux incorpora (además de la pantalla LCD del controlador principal) un codificador NTSC / PAL con DAC para generar una salida analógica interna a través de una señal externa ( CVBS : 720 × 480 o 720 × 576 píxeles entrelazados, respectivamente, 60/50 Hz (sincronización vertical ) y 15 kHz (sincronización horizontal).
El cable oficial TV-out de GPH utiliza el puerto EXT de la consola para la salida de video a RCA y para la alimentación de energía a USB, el audio estéreo es extraído del Jack de 3.5 mm, a diferencia de su predecesora que integraba audio y video en el mismo puerto EXT.